# Vodice (Lanišće)
 Vodice  (olaszul: Vodizze) falu Horvátországban, Isztria megyében. Közigazgatásilag Lanišćéhez tartozik.

## Fekvése

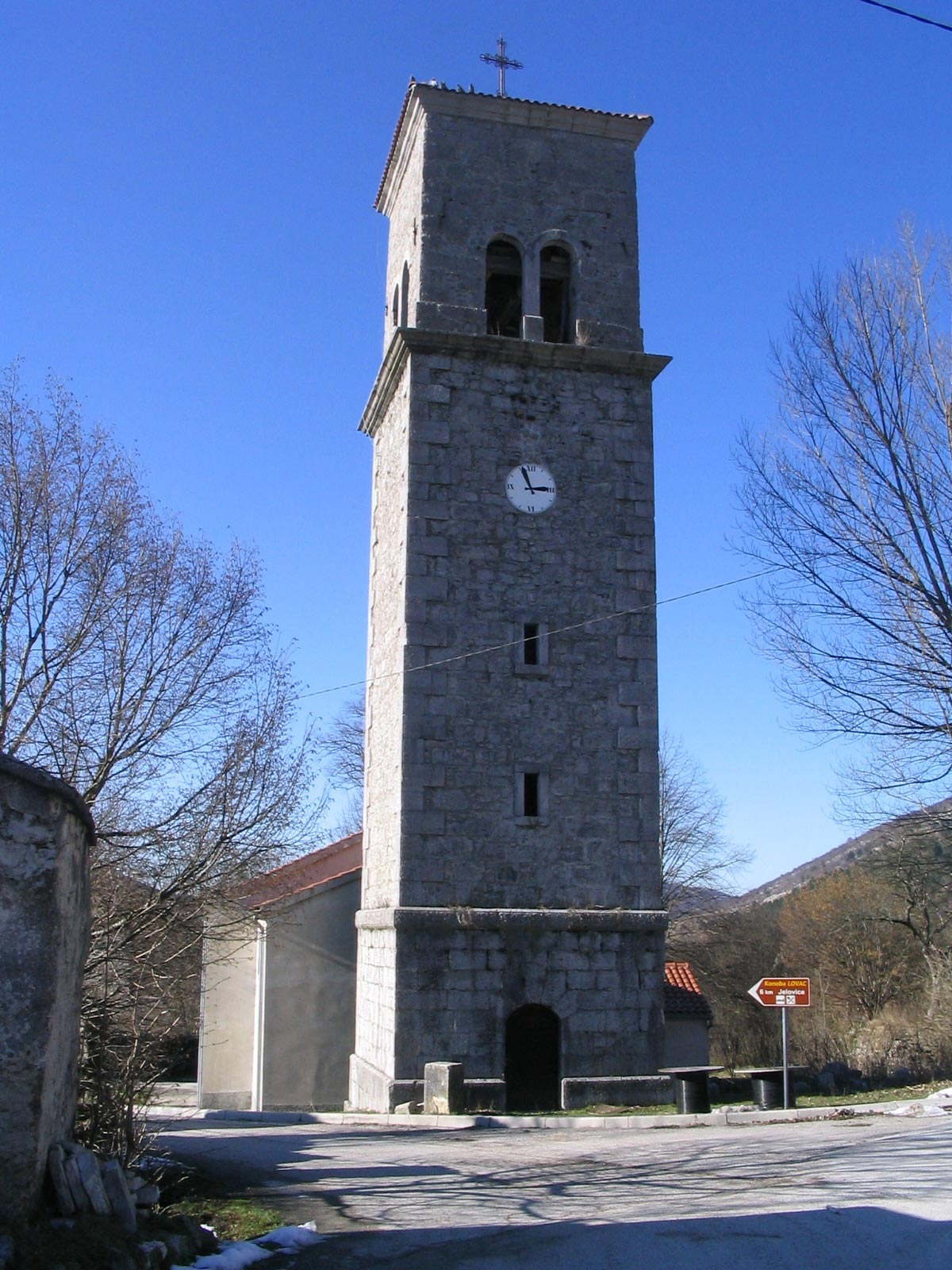
Vodice harangtornya

Az Isztriai-félsziget északi részén a Ćićarija-hegység területén, Buzettől északkeletre, községközpontjától 12 km-re északnyugatra a Buzet – Obrov és a Jelovice – Mune utak kereszteződésében fekszik. 

## Története
A régészeti leletek tanúsága szerint területe már a neolitikumban lakott volt. A közeli dombon a vaskorban erődített település állt. A kora középkorban már falusi jellegű település volt a helyén, mely a 10. század után tűnik fel az írott forrásokban, amikor Vodice Trieszt területéhez tartozott. Ezután az aquileai pátriárka és a goriciai grófok uralma alatt volt. 1394-től a rašpori uradalom részeként a Velencei Köztársaság része lett. A 15. század végén a török támadásoktól szenvedett. 1523-ban Habsburg uralom alá került Rauber trieszti kapitány igazgatása alatt. Ezután Dane és Vodice között húzódott a határ az osztrák és a velencei területek között. 1857-ben 529, 1910-ben 503 lakosa volt. Lakói főként mezőgazdaságból, állattartásból, szénégetésből éltek. Áruikat főként Triesztben értékesítették. 1944. augusztus 10-én német csapatok gyújtották fel, lakosságát koncentrációs táborba hurcolták. 2011-ben a falunak mindössze 16 lakosa volt.

## Lakosság
| Lakosság változása | Lakosság változása | Lakosság változása | Lakosság változása | Lakosság változása | Lakosság változása | Lakosság változása | Lakosság változása | Lakosság változása | Lakosság változása | Lakosság változása | Lakosság változása | Lakosság változása | Lakosság változása | Lakosság változása | Lakosság változása |
| ------------------ | ------------------ | ------------------ | ------------------ | ------------------ | ------------------ | ------------------ | ------------------ | ------------------ | ------------------ | ------------------ | ------------------ | ------------------ | ------------------ | ------------------ | ------------------ |
| 1857               | 1869               | 1880               | 1890               | 1900               | 1910               | 1921               | 1931               | 1948               | 1953               | 1961               | 1971               | 1981               | 1991               | 2001               | 2011               |
| 529                | 531                | 526                | 576                | 611                | 503                | 493                | 1102               | 300                | 213                | 165                | 92                 | 63                 | 45                 | 32                 | 16                 |

## Nevezetességei
Szent Márton tiszteletére szentelt temploma a 19. században épült. 1939-ben és 1999-ben megújították. Az azonos titulusú régi templom a falu temetőjében található, ahol a hagyomány szerint a régi falu is állt.